# Andalgalornis
Andalgalornis é um gênero extinta de aves que chegavam a pesar 40 kg e mediam 1,4 m de altura.